# 隆背紅眼魚
隆背紅眼魚（学名：Scardinius acarnanicus）为輻鰭魚綱鯉形目雅羅魚科的一個種。分布於歐洲希臘阿契盧斯河流域和鄰近的湖泊（例如阿姆拉基亞湖、特里霍尼斯湖），它的自然棲息地是間歇性的河流和淡水湖泊，受到棲息地喪失的威脅，體長可達到27公分，棲息在湖泊和大河，可做為食用魚。

## 扩展阅读
維基物種上的相關：隆背紅眼魚
1. ↑  Crivelli, A.J. . The IUCN Red List of Threatened Species. 2006: e.T61214A12449678  [16 November 2021]. doi:10.2305/IUCN.UK.2006.RLTS.T61214A12449678.en .